# Lin Jian Hui
Lin Jianhui (también conocido como Eric Lim) (chino tradicional: 林健辉, pinyin: Lín Jianhui nacido el 11 de agosto de 1982 en Kuala, Lumpur), es un cantante de Malasia que consiguió el éxito tras el concurso de Búsqueda de Talento (Astro 新秀 大赛) en la competencia de 2001, cuando emergió como campeón en esta competición. Posteriormente representó a Malasia en la competición a nivel continental, celebrada en China.
Después de las competiciones, trabajó con el programa Astro como presentador, entre otros trabajos. Posteriormente se trasladó a Pekín y participó en la grabación de varios shows para WA-TV, una empresa de comunicaciones China.
En noviembre de 2007, Lin Jian Hui dejó en Taipéi, Taiwán para participar como concursante en el concurso PK golpe TV de One Million Star (超级 星光 大道).

## Álbum
- 2005 - 左边
- 2006 - 右边
- 2009 - 我听见有人叫你宝贝